# Nymphorgerius armeniaca
Nymphorgerius armeniaca är en insektsart som beskrevs av Alexander Fyodorovich Emeljanov 1998. Nymphorgerius armeniaca ingår i släktet Nymphorgerius och familjen Dictyopharidae. Inga underarter finns listade i Catalogue of Life.